# Ganlea
Ganlea ist eine Gattung der Primaten aus der Gruppe der Affen (Anthropoidea) aus dem Eozän von Südostasien. Einzig die Typusart Ganlea megacanina, die vor 38 Millionen Jahre lebte, wurde wissenschaftlich beschrieben.

## Namensgebung
Die Bezeichnung der Gattung verweist auf den Fundort in der Nähe des Dorfes Ganle in Myanmar. Das Epitheton der Typusart, megacanina, ist zusammengesetzt aus griechische Vorsilbe mega „groß“ und der lateinischen Bezeichnung für den Eckzahn, Dens caninus. Ganlea megacanina bedeutet dem Sinne nach folglich „großer Eckzahn aus Ganle“.

## Beschreibung des Holotypus
Fossilien der Gattung wurden in Zentral-Myanmar (Birma) gefunden. Der Holotypus (NMMP 70) besteht aus einer rechten Unterkieferhälfte, mit vollständig erhaltenem, recht großem  Eckzahn (Caninus) und zweiten Hinterbackenzahn (Molar) und den Wurzeln oder Zahnfächer (Alveolen) vom zweiten Vorbackenzahn (Prämolar) bis zum ersten Hinterbackenzahn. Die Zahnfächer der Schneidezähne (Incisivi) sind noch teilweise erhalten. Die Zahnformel des Unterkiefers ist 2-1-3-3.
Die Bezahnung lässt vermuten, dass sich Ganlea megacanina, ähnlich wie die heutigen Bartsakis und Uakaris, von hartschaligen Früchten und Samen ernährte.

## Stammesgeschichtliche Bedeutung
Zusammen mit anderen Vertretern der Familie Amphipithecidae, wie Pondaungia, Myanmarpithecus (beide ebenfalls aus Myanmar) und Siamopithecus (aus Thailand) legen die Funde nahe, dass die Entwicklung des gemeinsamen Vorfahren der Affen in Asien und nicht in Afrika stattfand.